# El Campo (Palencia)

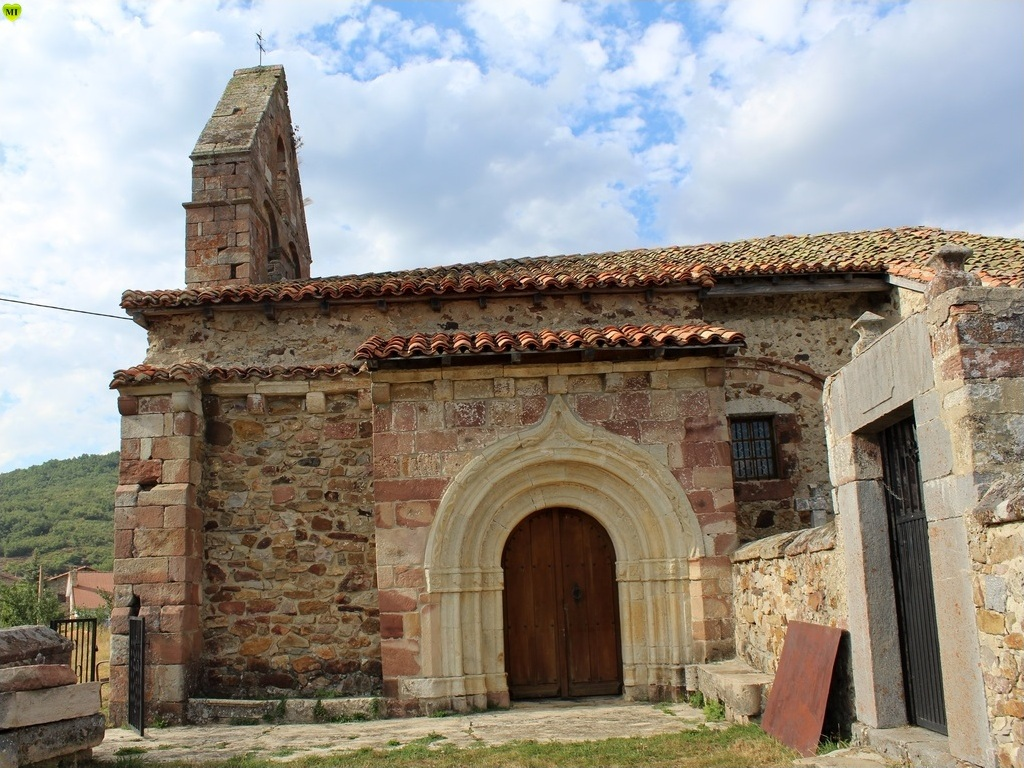
Iglesia de San Pedro. Portada

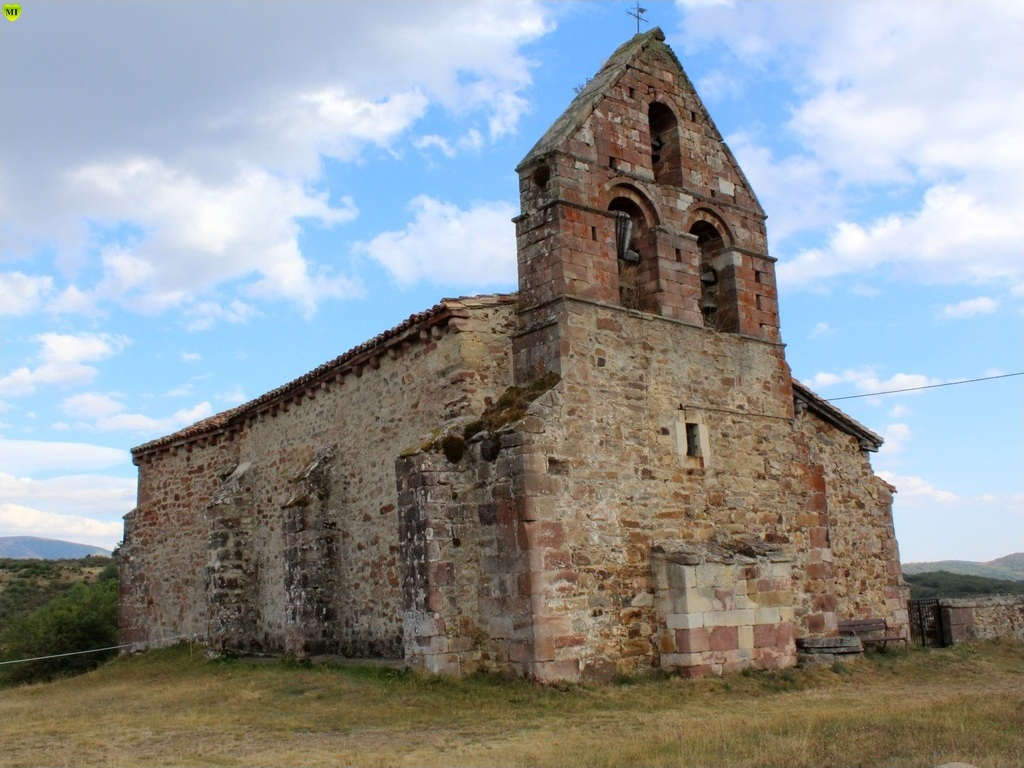
Iglesia de San Pedro

El Campo es una localidad y también una pedanía del municipio de La Pernía en la provincia de Palencia, en la comunidad autónoma de Castilla y León, España. Está a una distancia de 2 km de San Salvador de Cantamuda, la capital municipal, en la comarca de Montaña Palentina.

## Demografía
Evolución de la población en el siglo XXI
| Gráfica de evolución demográfica de El Campo entre 2000 y 2020     |
|                                                                    |
| Población de derecho (2000-2020) según el padrón municipal del INE |

## Historia
A la caída del Antiguo Régimen la localidad se constituye en municipio constitucional

## Patrimonio
- Iglesia
- Localidad situada dentro del parque natural Montaña Palentina